# Флаг Росреестра
Флаг Федеральной службы государственной регистрации, кадастра и картографии является официальным символом, указывающим на принадлежность к Федеральной службе государственной регистрации, кадастра и картографии (Росреестр).
Флаг утверждён 22 июля 2011 года в соответствии с пунктом 6.6 Положения о Министерстве экономического развития Российской Федерации, утверждённого постановлением Правительства Российской Федерации от 5 июня 2008 года № 437 и пунктом 11 Положения о Федеральной службе государственной регистрации, кадастра и картографии, утверждённого постановлением Правительства Российской Федерации от 1 июня 2009 года № 457.

## Описание
«Флаг Федеральной службы государственной регистрации, кадастра и картографии представляет собой пурпурное прямоугольное полотнище с Государственным флагом Российской Федерации в крыже.
В правой половине полотнища располагается эмблема Федеральной службы государственной регистрации, кадастра и картографии.
Отношение ширины флага к его длине — один к полутора. Отношение площади крыжа к площади флага — один к четырём. Отношение высоты эмблемы к ширине флага — один к двум».
Эмблема Федеральной службы государственной регистрации, кадастра и картографии представляет собой изображение золотого двуглавого орла с поднятыми крыльями, увенчанного двумя малыми коронами и над ними одной большой короной, соединёнными лентой. Орёл держит в лапах прикрывающий его грудь щит. В пурпурном поле щита размещены диагонально перекрещённые серебряные свиток и теодолит, наложенные на золотую цепь.